# 特種行業 (中國大陸)
特种行业，是指服务业中一部分行业，如旅馆业（含酒店、度假村、洗浴场所）、娱乐业（卡拉OK包厢、舞厅、影院、游戏机厅等），以及机动车修理与租赁业、典当业、拍卖业、印章刻制业、废旧金属回收业等。这些行业因所经营的业务内容和性质特殊，容易被违法分子利用进行违法犯罪活动，因此需要公共安全机关介入进行一定的治安管理。在中国大陆，此类行业单位在经营前需要向当地公安管理部门提交申请，待审批后方可领取特种行业许可证，再凭此申请工商营业执照。经营中的特种行业同样受到监督，如发现违法活动会登记计分警告乃至吊销特种行业许可证。